# Юкава, Хидэки
Хидэки Юка́ва (яп. 湯川 秀樹, 23 января 1907, Токио — 8 сентября 1981, Киото) — японский физик-теоретик.

## Биография и профессиональная деятельность
Родился в семье геолога, профессора университета. Вёл исследовательскую и педагогическую работу в Киотском и Осакском университетах, а также в научных и учебных центрах США.
В 1935 году выдвинул гипотезу о существовании нового типа элементарных частиц с массой, промежуточной между массами электрона и протона.
В 1938 г. он был удостоен степени доктора наук в Осакском университете, главным образом за предсказания существования мезонов и теоретические работы по изучению природы ядерных сил. Эти научные достижения послужили основанием для присуждения ему впоследствии Нобелевской премии по физике.
К концу 1940-х годов эта гипотеза была подтверждена, и в 1949-м за предсказание существования мезонов и теоретические исследования природы ядерных сил Юкаве была присуждена Нобелевская премия по физике.
Первый японец, получивший Нобелевскую премию.
Член Японской академии наук (1946), член Папской академии наук (1961), иностранный член Национальной академии наук США (1949), Лондонского королевского общества (1963), Академии наук СССР (1966).
Входил в число ученых, подписавших в 1955 году манифест Рассела — Эйнштейна. Возглавлял группу японских ученых-авторов «Белой книги о последствиях атомной бомбардировки», в которой уничтожение Хиросимы и Нагасаки было названо «жертвой, принесенной США на алтарь "холодной войны"».

## Награды
- Императорская премия Японской академии наук (1940)
- Орден Культуры (1943)
- Нобелевская премия по физике (1949)
- Заслуженный деятель культуры[англ.] (1951)
- Большая золотая медаль имени М. В. Ломоносова от Академии наук СССР (1964)
- Pour le Mérite (1967)
- Орден Восходящего солнца (1977)